# Seeschlacht von Djerba
Die Seeschlacht von Djerba fand vom 9. bis zum 14. Mai 1560 in der Nähe der tunesischen Insel Djerba zwischen den Flotten des Osmanischen Reichs und einer von Spanien angeführten Koalition christlicher Mittelmeermächte statt. Die türkische Flotte unter Großadmiral Piyale Pascha fügte der christlichen Allianz eine vernichtende Niederlage zu.

## Vorgeschichte
Piyale Pascha hatte 1558 die Balearen heimgesucht und die Mittelmeerküste Spaniens verwüstet. König Philipp II. von Spanien appellierte an den Papst und die christlichen Staaten Europas, eine Heilige Liga zu bilden und der wachsenden türkischen Bedrohung der Mittelmeerländer ein Ende zu bereiten. Diese Bedrohung war nach dem osmanischen Sieg in der Seeschlacht von Preveza 1538 und dem verheerenden Ausgang der Strafexpedition Kaiser Karls V. gegen Khair ad-Din Barbarossa und Algier 1541 stetig gewachsen.
1560 gelang es Philipp II. schließlich, ein Militärbündnis zusammenzubringen, dem neben Spanien noch die Republik Venedig, die Republik Genua, der Papst (Kirchenstaat), das Herzogtum Savoyen und die Malteserritter angehörten. Die Allianz versammelte eine Flotte von etwa 200 Schiffen mit 30.000 Soldaten in Messina, unter dem Befehl von Giovanni Andrea Doria, einem Großneffen von Andrea Doria. Infolge eines Sturmes musste die Flotte in Malta Zuflucht suchen, wo die Winterstürme sie sechs Wochen festhielten. Seuchen dezimierten die Mannschaften; noch bevor das Expeditionskorps zum Einsatz kam, hatte es schon 2000 Mann verloren.
Am 12. März 1560 eroberte die christliche Liga die vor der Südostküste Tunesiens gelegene Insel Djerba, die lange eine Schlüsselbastion der osmanischen Korsaren unter Khair ad-Din Barbarossa und Turgut Reis (Dragut) gewesen war.

## Die Schlacht
Daraufhin entsandte Sultan Süleyman I. eine Flotte von 120 Schiffen unter Piyale Pascha, die am 11. Mai 1560 vor Djerba ankam. Die Kämpfe dauerten bis zum 14. Mai. Piyale Pascha und der ihm am 11. Mai zu Hilfe kommende Turgut Reis errangen einen überwältigenden Sieg. Die christliche Allianz verlor 28 ihrer insgesamt 48 Galeeren und Galeassen mit deren Mannschaften. Giovanni Andrea Doria entkam auf einem kleinen Schiff. Die Osmanen verloren kaum ein Schiff und nur etwa 1000 Mann und brachten Djerba wieder in ihren Besitz. Piyale Pascha wurde bei seiner Rückkehr nach Istanbul als Held gefeiert. Er erhielt eine Tochter von Süleymans Sohn Selim II. zur Frau.

## Folgen
Mit dem Sieg bei Djerba erreichte die osmanische Seeherrschaft im Mittelmeer, die mit dem Sieg in der Seeschlacht von Preveza begonnen hatte, ihren Zenit. Fünf Jahre später, 1565, war das Osmanische Reich dann so weit, sogar die Inselfestung Malta der Johanniter anzugreifen, allerdings letztlich erfolglos (siehe Belagerung von Malta). Erst die Niederlage der türkischen Flotte 1571 in der Seeschlacht von Lepanto gegen eine vereinigte spanisch-venezianisch-päpstliche Flotte beendete den Mythos türkischer Unbesiegbarkeit auf See.